# Streptopalpia
Streptopalpia är ett släkte av fjärilar, som ingår i familjen mott. Släktet, som beskrevs 1895 av Hampson, omfattar tre arter som förekommer i västra och södra Nordamerika, Centralamerika, men även i Sydamerika.
Arter inom släktet:
- Streptopalpia deera
- Streptopalpia misella
- Streptopalpia ustalis